# 乳突天竺鲷
乳突天竺鲷（学名：Papillapogon auritus）为天竺鲷科乳突天竺鲷属的鱼类。分布于红海、印度洋、太平洋西部至大洋洲昆士兰以及南海诸岛、海南岛等海域等，属于热带珊瑚礁小型鱼。